# Vele Polje
Vele Polje (en serbe cyrillique : Веле Поље) est un village de Serbie situé dans la municipalité de Crveni krst et sur le territoire de la ville de Niš, district de Nišava. Au recensement de 2011, il comptait 444 habitants.

## Démographie

### Évolution historique de la population
| 1948  | 1953  | 1961  | 1971 | 1981 | 1991 | 2002 | 2011 |
| ----- | ----- | ----- | ---- | ---- | ---- | ---- | ---- |
| 1 072 | 1 120 | 1 143 | 512  | 770  | 652  | 537  | 444  |

|  |